# Walter Bruce (cầu thủ bóng đá Anh)
Walter Bruce (sinh năm 1915) là một cầu thủ bóng đá người Anh thi đấu ở vị trí inside right.

## Sự nghiệp
Sinh ra ở Sunderland, Bruce thi đấu cho Workington, Bradford City và Swansea Town. Đối với Bradford City, ông có 76 lần ra sân ở Football League, ghi 17 bàn; ông cũng có 3 lần góp mặt ở Cúp FA.